# Salvatore Delogu
Salvatore Delogu (Bitti, 8 gennaio 1915 – Roma, 13 giugno 2001) è stato un vescovo cattolico italiano.

## Biografia
Per lunghi anni vicario generale e rettore del seminario vescovile di Nuoro, il 15 aprile 1972 è stato eletto vescovo titolare di Canne ed ausiliare di Cagliari da papa Paolo VI.
Il successivo 11 giugno ha ricevuto l'ordinazione episcopale con una solenne celebrazione nella cattedrale di Nuoro dal cardinale Sebastiano Baggio, arcivescovo di Cagliari, coconsacranti Paolo Carta, arcivescovo di Sassari, e Giovanni Melis Fois, vescovo di Nuoro.
Il 2 febbraio 1974 lo stesso papa lo ha chiamato a reggere la sede dell'Ogliastra, vacante da quattro anni per la morte del vescovo Lorenzo Basoli.
L'8 gennaio 1981 papa Giovanni Paolo II lo ha trasferito alle diocesi di Valva e Sulmona.
Ha rassegnato le dimissioni il 25 maggio 1985 e si è ritirato a Roma continuando a operare nell'Amministrazione del patrimonio della Sede Apostolica.

## Genealogia episcopale
La genealogia episcopale è:
- Cardinale Scipione Rebiba
- Cardinale Giulio Antonio Santori
- Cardinale Girolamo Bernerio, O.P.
- Arcivescovo Galeazzo Sanvitale
- Cardinale Ludovico Ludovisi
- Cardinale Luigi Caetani
- Cardinale Ulderico Carpegna
- Cardinale Paluzzo Paluzzi Altieri degli Albertoni
- Papa Benedetto XIII
- Papa Benedetto XIV
- Cardinale Enrico Enriquez
- Arcivescovo Manuel Quintano Bonifaz
- Cardinale Buenaventura Córdoba Espinosa de la Cerda
- Cardinale Giuseppe Maria Doria Pamphilj
- Papa Pio VIII
- Papa Pio IX
- Cardinale Alessandro Franchi
- Cardinale Giovanni Simeoni
- Cardinale Antonio Agliardi
- Cardinale Basilio Pompilj
- Cardinale Adeodato Piazza, O.C.D.
- Cardinale Sebastiano Baggio
- Vescovo Salvatore Delogu